# سیارک ۹۱۲۱
سیارک ۹۱۲۱ (به انگلیسی: 9121 Stefanovalentini، نامگذاری:1998DJ11) نه هزار و صد و بیست و یکمین سیارک کشف شده‌است که در ۲۴ فوریه ۱۹۹۸ کشف شد.
قدر مطلق سیارک برابر ۱۱٫۴۰ است.